# Marco Marziale
Marco Marziale est un peintre italien de la République de Venise, connu pour avoir été actif dans la période de la Haute Renaissance, de 1492/1493 à 1507.

## Biographie
Élève de Giovanni Bellini, comme l'indiquent quelques-unes de ses inscriptions de signature de ses œuvres, Marco Marziale est également influencé par Gentile, le frère de Giovanni avec peut-être aussi quelques éléments du style du Pérugin. À partir de janvier 1493 (ancien calendrier Julien), quand il doit avoir au moins terminé sa formation, il est employé par la République de Venise comme assistant de Giovanni Bellini à la Chambre du Grand Conseil dans le palais des Doges pour un salaire relativement modeste. Ces tableaux ont tous été perdus dans le grand incendie de 1574. En 1493, il rejoint la confraternité de la Scuola di San Marco.
Vers 1500, il déménage peut-être à Crémone, dont Venise vient de s'emparer en 1499 et qu'elle conserve jusqu'à 1509 lorsque le duché de Milan reprend la ville. Marziale aurait sans doute été indésirable après cela s'il était dans la ville. Il n'y est pas documenté mais peint deux retables pour les églises de Crémone; il est possible que ceux-ci soient envoyés de Venise, bien que les documents de la Scuola le montrent comme absent de la ville en 1505. En 1507 il signe des œuvres maintenant à Londres et à Berlin, après quoi on ne sait plus rien de lui.
Plusieurs œuvres signées sont connues, dont les deux seuls grands retables, tous deux dans des églises de Crémone et de nos jours à la National Gallery à Londres. Deux versions du dîner chez Emmaus, adapté d'un travail perdu par Giovanni Bellini connu par une impression, se trouvent à la Gemäldegalerie (Berlin) et les Gallerie dell'Accademia à Venise. L'œuvre de Venise par ses formes dures et la sécheresse de sa couleur, témoignent de l'attention qu'il porte à la peinture de Dürer, présent à Venise en 1506. Parmi les œuvres attribuées non signées, l'œuvre survivante probable compte une douzaine de peintures, à l'exception des peintures murales perdues en 1574, une grande partie de sa peinture peut figurer parmi le grand nombre de pièces attribuées à l'atelier de Giovanni Bellini. Une petite Adoration des Mages, anciennement au musée des beaux-arts de Virginie, et récemment identifiée comme une œuvre de jeunesse de Marziale, a été vendue chez Christie's, New York pour 98,500$ en janvier 2009.
C'est un peintre plutôt conservateur, dont les œuvres continuent à suivre des formats de composition datant de la fin du XVe siècle, bien qu'elles soient peut-être plus anciennes de quelques années que celles de Giorgione et Titien. Ses principaux personnages se tiennent debout et toujours dans le vieux style vénitien, remplacé depuis longtemps déjà dans l'art florentin. Bien que ses personnages soient raides, même « de bois », il prend un grand intérêt aux textiles et au décor dans ses œuvres. Les deux retables de Londres sont situés dans des espaces devant des absides décorées de mosaïques dorées à la façon de la Basilique Saint-Marc de Venise et aussi des retables de Giovanni Bellini. Le retable de la Circoncision compte plusieurs portraits de donateur de la famille de Tommaso Raimondi, l'avocat et poète qui a commandé l'œuvre; leurs vêtements somptueux et à la mode sont soigneusement représentés. En 1872, le critique anglais John Ruskin demande à un ami à Venise de faire un dessin minutieux de la nappe brodée, provenant probablement d'Égypte, décrite dans la Circoncision du Museo Correr, que Ruskin adapte en motif pour du papier peint qu'il utilise dans l'étude de sa maison de Brantwood dans le Lake District.
À Crémone il influence, et peut-être forme, Altobello Melone.

## Œuvres
- Adoration des Mages, œuvre de jeunesse, petit format, vente Christie's New York janvier 2009[3]
- Circoncision de Jésus, 1499, Museo Correr[5]
- Deux grands retables provenant des églises de Crémone, National Gallery, Londres :
  - Circoncision, 1500[6].
  - Vierge en trône avec des saints, 1507[7].
- Deux versions du dîner chez Emmaus, adapté d'un travail perdu par Giovanni Bellini connu par une impression
  - Le Repas des pèlerins d'Emmaüs, 1506, bois, 122 × 141 cm, Gallerie dell'Accademia de Venise[8]
  - Le Christ chez Emmaüs, 1507, Gemäldegalerie (Berlin)[9]
- Portrait d'homme (au revers Paysage allégorique), 36 × 25 cm, Musée du Louvre, Paris[10]

## Source de la traduction
- (en) Cet article est partiellement ou en totalité issu de l’article de Wikipédia en anglais intitulé « Marco Marziale » (voir la liste des auteurs).